# Constantim (Miranda do Douro)
Constantim (em mirandês Custantin) é uma povoação portuguesa do Município de Miranda do Douro que foi sede da extinta Freguesia de Constantim, freguesia que tinha 22,22 km² de área e 109 habitantes (2011), e, por isso, uma densidade populacional de 4,9 hab/km².
A Freguesia de Constantim foi extinta (agregada) pela reorganização administrativa de 2012/2013, tendo o seu território sido agregado ao da Freguesia de Cicouro para criar a União de Freguesias de Constantim e Cicouro.

## População
| 1940 | 1950 | 1960 | 1970 | 1981 | 1991 | 2001 | 2011 |
| 478  | 474  | 471  | 294  | 233  | 178  | 117  | 109  |

Nos anos de 1864 a 1930 estava anexada à freguesia de Cicouro. Pelo decreto lei nº 27.424, de 31/12/1936, passaram a ser freguesias autónomas